# Plexippus luteus
Plexippus luteus är en spindelart som beskrevs av Badcock 1932. Plexippus luteus ingår i släktet Plexippus och familjen hoppspindlar. Inga underarter finns listade i Catalogue of Life.